# Suhail Al-Mansoori
Suhail Al-Mansoori (tiếng Ả Rập: سهيل المنصوري) (sinh ngày 19 tháng 5 năm 1993) là một cầu thủ bóng đá người Các Tiểu vương quốc Ả Rập Thống nhất. Hiện tại anh thi đấu cho Al Dhafra.